# Acolon
Acolon ist eine Rotweinsorte, die 1971 unter der Leitung von Helmut Schleip (1910–1987) von der Staatlichen Lehr- und  Versuchsanstalt für Wein- und Obstbau in Weinsberg aus den Rebsorten  Lemberger (Blaufränkisch) und Dornfelder gekreuzt wurde. Aus der gleichen Kreuzung entstammen ebenfalls die Rebsorten Cabernet Dorsa und Cabernet Dorio.
Ab 1977 übernahm Bernd H. E. Hill die Leitung der Sämlingsauslese der Acolon-Kreuzungsreihe, er gilt somit offiziell als Züchter dieser Kreuzung. Die Rebsorte erhielt erst 2002 vom Bundessortenamt die Sortenzulassung und den Sortenschutz als Neuzüchtung. Acolon ist ein reiner Phantasiename.
Acolon wird zum Anbau empfohlen in traditionell guten Schwarzriesling- und Spätburgunderlagen. Die Sorte ist frühreifend (die Ernte kann fast zeitgleich mit dem frühreifenden Gutedel erfolgen) und erreicht hohe Mostgewichte. Die Weine aus der Acolon-Traube sind Lemberger-ähnlich und farbintensiv. Sie werden als füllig und harmonisch beschrieben, bei gleichzeitig dezenter Gerbstoffnote. Im Jahr 2014 waren in Deutschland 479 Hektar (= 0,5 % der deutschen Rebfläche) mit der Rebsorte Acolon bestockt. Im Jahr 2016 waren 469 Hektar in Deutschland Anbaufläche bestockt, nachdem im Jahr 2001 nur 76 Hektar erhoben wurden.

## Abstammung und Verbreitung
Kreuzung aus den Rebsorten Blaufränkisch und Dornfelder.
Die Rebflächen in Deutschland verteilen sich wie folgt auf die einzelnen Anbaugebiete:
| Weinbaugebiet        | Rebfläche (Hektar) |
| -------------------- | ------------------ |
| Ahr                  | 3                  |
| Baden                | 27                 |
| Franken              | 44                 |
| Hessische Bergstraße | unter 0,4          |
| Mittelrhein          | –                  |
| Mosel                | 4                  |
| Nahe                 | 6                  |
| Pfalz                | 116                |
| Rheingau             | –                  |
| Rheinhessen          | 55                 |
| Saale-Unstrut        | unter 0,5          |
| Sachsen              | unter 0,5          |
| Stargarder Land      | –                  |
| Württemberg          | 217                |
| Deutschland 2007     | 473                |

Kleine Bestände gibt es in der Schweiz – 2,45 ha, Stand November 2018.
Synonyme

WE 71-816-102, Weinsberg 71-816-102